# Valdichiana toscana
Mit dem Namen Valdichiana toscana DOC werden italienische Rot-, Weiß-, Rosé- und Schaumweine sowie Vin Santo aus den Provinzen Arezzo und Siena, Toskana bezeichnet. Die Weine besitzen seit dem Jahr 1972 eine „kontrollierte Herkunftsbezeichnung“ (Denominazione di origine controllata – DOC), die zuletzt am 7. März 2014 aktualisiert wurde. Der Name Valdichiana oder Val di Chiana (deutsch: Tal der Chiana) rührt von dem Fluss Chiana, in dessen Einzugsgebiet die Rebflächen liegen.

## Erzeugung
Für die wichtigsten Typen schreibt die Denomination folgende Rebsorten vor:
- Valdichiana toscana Bianco oder Valdichiana toscana Bianco vergine (auch als Spumante oder Frizzante): Muss mindestens 20 % Trebbiano Toscano enthalten. Höchstens 80 % Chardonnay, Pinot bianco, Grechetto und/oder Pinot Grigio, dürfen – einzeln oder gemeinsam – zugesetzt werden. Höchstens 15 % andere weiße Rebsorten, die für den Anbau in der Region Toskana zugelassen sind, dürfen – einzeln oder gemeinsam – zugesetzt werden.
- Valdichiana toscana Rosso und Valdichiana toscana Rosato: Mindestens 50 % Sangiovese müssen enthalten sein. Höchstens 50 % Cabernet Franc, Cabernet Sauvignon, Merlot, Syrah dürfen – einzeln oder gemeinsam – zugesetzt werden. Außerdem dürfen höchstens 15 % rote Rebsorten, die für den Anbau in der Region Toskana zugelassen sind, in der Mischung enthalten sein.
- Valdichiana toscana Vin Santo (auch als „Riserva“): Muss mindestens 50 % Trebbiano Toscano und/oder Malvasia bianca (Malvasia Bianca di Candia, Malvasia Bianca Lunga, Malvasia Istriana) – einzeln oder gemeinsam – enthalten. Höchstens 50 % andere weiße Rebsorten, die für den Anbau in der Region Toskana zugelassen sind, dürfen zugesetzt werden.
- Bei den folgenden Weinen müssen mindestens 85 % der genannten Rebsorte enthalten sein. Höchstens 15 % andere analoge Rebsorten, die für den Anbau in der Region Toskana zugelassen sind, dürfen zugesetzt werden.
  - Valdichiana toscana Chardonnay
  - Valdichiana toscana Grechetto
  - Valdichiana toscana Sangiovese

Der Valdichiana toscana Vin Santo darf das Prädikat „Riserva“ tragen, wenn er nicht vor dem 1. November des vierten Jahres nach der Ernte verkauft wird.

## Anbau
Anbau und Vinifikation dieser Weine sind nur gestattet:
- in der Provinz Arezzo: in den Gemeinden Arezzo, Castiglion Fiorentino, Cortona, Foiano, Lucignano, Marciano, Monte San Savino und Civitella in Val di Chiana
- in der Provinz Siena: in den Gemeinden Sinalunga, Torrita di Siena, Chiusi und Montepulciano.

2015 wurden von 84 ha Rebfläche 4.791 hl DOC-Wein erzeugt.